# Roy Tarpley
Roy James Tarpley jr. (New York, 28 novembre 1964 – Arlington, 9 gennaio 2015) è stato un cestista statunitense, professionista della NBA, in Europa e in Asia.

## Carriera
Iniziò la sua carriera alla University of Michigan, ma nel 1986 i Dallas Mavericks lo chiamarono con la settima scelta dell'NBA Draft. Nel suo primo anno entrò nella  squadra dell'anno dei migliori rookie e mostrò di poter avere una eccellente carriera. Durante la stagione 1987-88 vince anche il NBA Sixth Man of the Year Award. Nel 1991, però, fu espulso dalla NBA per aver violato le regole sull'uso di droghe (fu trovato positivo alla cocaina).
Nella stagione 1994-1995 tentò di rientrare in NBA tornando a giocare nei Dallas Mavericks, ma nel dicembre 1995 fu nuovamente e definitivamente espulso, questa volta per alcolismo. Inoltre ebbe anche molti problemi legati agli infortuni, che non gli permisero di sfruttare a fondo le sue qualità. Nella sua carriera nella NBA ha messo a referto medie di 12,6 punti e 10 rimbalzi a partita.
Giocò anche per tre squadre in Grecia (Aris Salonicco BC, Olympiakos e l'Īraklīs).
Ha vinto anche la Coppa d'Europa nel 1993 con l'Aris Salonicco BC. Nel 1994 è arrivato in finale di Eurolega con l'Olympiakos BC ed è stato miglior rimbalzista della competizione con 12,8 rimbalzi di media. Nel marzo 2009 ha citato 'NBA e i Dallas Mavericks per discriminazione, in relazione alla propria espulsione permanente dalla Lega. È scomparso nel 2015 all'età di 50 anni, probabilmente per insufficienza epatica.

## Statistiche

### College
| Anno      | Squadra             | PG  | PT | MP   | TC%  | 3P% | TL%  | RP   | AP  | PRP | SP  | PP   |
| --------- | ------------------- | --- | -- | ---- | ---- | --- | ---- | ---- | --- | --- | --- | ---- |
| 1982-1983 | Michigan Wolverines | 26  | 2  | 9,1  | 40,7 | -   | 57,9 | 3,2  | 0,4 | 0,3 | 0,7 | 3,5  |
| 1983-1984 | Michigan Wolverines | 33  | 20 | 28,2 | 52,7 | -   | 79,4 | 8,1  | 0,9 | 0,6 | 2,1 | 12,5 |
| 1984-1985 | Michigan Wolverines | 30  | 30 | 33,9 | 52,5 | -   | 77,5 | 10,4 | 1,6 | 0,9 | 2,2 | 19,0 |
| 1985-1986 | Michigan Wolverines | 33  | 31 | 31,7 | 54,1 | -   | 81,1 | 8,8  | 1,4 | 1,5 | 2,9 | 15,9 |
| Carriera  | Carriera            | 122 | 83 | 26,5 | 52,2 | -   | 77,4 | 7,8  | 1,1 | 0,8 | 2,1 | 13,1 |

### NBA

#### Regular Season
| Anno      | Squadra          | PG  | PT | MP   | TC%  | 3P%  | TL%  | RP   | AP  | PRP | SP  | PP   |
| --------- | ---------------- | --- | -- | ---- | ---- | ---- | ---- | ---- | --- | --- | --- | ---- |
| 1986-1987 | Dallas Mavericks | 75  | 1  | 18,7 | 46,7 | 33,3 | 67,6 | 7,1  | 0,7 | 0,7 | 1,1 | 7,5  |
| 1987-1988 | Dallas Mavericks | 81  | 9  | 28,5 | 50,0 | 0,0  | 74,0 | 11,8 | 1,1 | 1,3 | 1,1 | 13,5 |
| 1988-1989 | Dallas Mavericks | 19  | 6  | 31,1 | 54,1 | 0,0  | 68,8 | 11,5 | 0,9 | 1,5 | 1,6 | 17,3 |
| 1989-1990 | Dallas Mavericks | 45  | 35 | 36,6 | 45,1 | 0,0  | 75,6 | 13,1 | 1,5 | 1,8 | 1,6 | 16,8 |
| 1990-1991 | Dallas Mavericks | 5   | 5  | 34,2 | 54,4 | 0,0  | 88,9 | 11,0 | 2,4 | 1,2 | 1,8 | 20,4 |
| 1994-1995 | Dallas Mavericks | 55  | 1  | 24,6 | 47,9 | 27,8 | 83,6 | 8,2  | 1,1 | 0,8 | 1,0 | 12,6 |
| Carriera  | Carriera         | 280 | 57 | 26,7 | 48,3 | 17,6 | 74,4 | 10,0 | 1,0 | 1,1 | 1,2 | 12,6 |

#### Playoffs
| Anno     | Squadra          | PG | PT | MP   | TC%  | 3P% | TL%  | RP   | AP  | PRP | SP  | PP   |
| -------- | ---------------- | -- | -- | ---- | ---- | --- | ---- | ---- | --- | --- | --- | ---- |
| 1987     | Dallas Mavericks | 4  | 1  | 28,5 | 50,0 | -   | 71,4 | 10,5 | 0,3 | 0,3 | 1,8 | 13,3 |
| 1988     | Dallas Mavericks | 17 | 0  | 33,1 | 51,9 | 0,0 | 74,0 | 12,9 | 1,8 | 1,2 | 1,5 | 17,9 |
| 1990     | Dallas Mavericks | 3  | 3  | 43,0 | 47,8 | 0,0 | 50,0 | 15,3 | 0,3 | 2,3 | 3,3 | 16,7 |
| Carriera | Carriera         | 24 | 4  | 33,6 | 51,0 | 0,0 | 70,7 | 12,8 | 1,3 | 1,2 | 1,8 | 17,0 |

## Palmarès

### Squadra
- 2 volte campione USBL (1992, 2005)
- Campione NIT (1984)
- Campionato greco: 1

Olympiakos: 1993-94
- Coppa di Grecia: 1

Olympiakos: 1993-94
- Coppa d'Europa: 1

Aris Salonicco: 1992-93

### Individuale
- 2 volte NCAA AP All-America Third Team (1985, 1986)
- NBA All-Rookie First Team (1987)
- NBA Sixth Man of the Year (1988)
- USBL MVP (1992)
- All-USBL First Team (1992)
- Miglior marcatore USBL (1992)
- Miglior rimbalzista USBL (1992)
- Miglior tiratore di liberi USBL (2005)